# Kretsko more
Kretsko more je more, dio Egejskog mora, smješteno na njegovom južnom kraju, s ukupnom površinom od 45,000 km. More se proteže sjeverno od otoka Krete, istočno od otoka Kitera i Antikitera, južno od Ciklada i zapadno od dodekanskih otoka Rodosa, Karpatosa i Kassosa. Granično more na zapadu je Jonsko more. Na sjeverozapadu je Mirtoansko more, područna jedinica Sredozemnog mora koja se nalazi između Ciklada i Peloponeza. Istočno-jugoistočno je ostatak Sredozemnog mora, ponekad nazivan Levantinsko more. Preko otoka Krete, do afričke obale se proteže Libijsko more. Na ovom području prometuju trajektne linije za i iz Pireja i Herakliona, kao i južnih otoka Egejskog mora i Dodekaneza. 

## Važniji gradovi i brodske luke
- Kissamos, jugozapad
- Hania, jugozapad
- Souda, jugoistok
- Rethymno, jug
- Heraklion, jug
- Agios Nikolaos, jugoistok
- Sitia, jugoistok
- Kassos, jugoistok
- Anafi, sjeveroistok
- Thira, sjever